# Збиткоємність
Збиткоємність — показник, що характеризує еколого-економічну ефективність економічних процесів. Визначають відношенням величини еколого-економічних збитків до кількісного значення певного економічного результату. Збиткоємність може оцінюватися для будь-якого виду продукції (виробу або послуги) та певного економічного результату (наприклад, одержання ВВП, валової доданої вартості, національного доходу). Одиниці виміру збиткоємності залежать від вибору одиниці визначення економічного результату.